# Belle Épine du Mas (pera)
Belle Épine du Mas (en España conocida como Epine du Mas) es una variedad cultivar de pera europea Pyrus communis. Esta pera está cultivada en la colección de la Estación Experimental Aula Dei (Zaragoza). Esta pera variedad muy antigua, es originaria de Francia, también muy extendido su cultivo en España (Barcelona, Tarragona, Vizcaya, Zaragoza), y tuvo su mejor época de cultivo comercial antes de la década de 1960, y actualmente en menor medida aún se encuentra.  Las frutas tienen una pulpa de color blanco con textura blanda, fundente, semi-granulosa, jugosa, y un sabor muy aromático, muy bueno.

## Sinonimia
- "Belle Épine du Mas",
- "Belle Épine de Limoges",
- "Du Mas de Rochefort",
- "Epine du Rochois",
- "Duc de Bordeaux",
- "De Rochechouart",
- "Epine-Dumas",
- "Epine de Rochechouart",
- "Colmar du Lot",
- "Limousine",
- "De Rochoir",
- "Beurré Rochechouart",
- "Beurré Rochoir",
- "Emile de Rochoir",
- "Comte de Limoges",
- "Triomphe de restaurant",
- "Duque de Burdeos",
- "Bella Epine de Limoges" en España.

## Historia
La variedad de pera 'Belle Épine du Mas' vendría de un peral encontrado de forma fortuita en 1803, que había crecido de forma natural a partir de semilla en el bosque de Rochechouart, situado en el departamento de Haute-Vienne, en la Región de Nueva Aquitania.
Consta una descripción del fruto: Leroy, 1867 : 412; Hedrick, 1921 : 377; Soc. Pom. France, 1947 : 302; Baldini y Scaramuzzi, 1957 : 306; CTIFL 1967, y en E. E. Aula Dei.
En España 'Epine du Mas' está considerada incluida en las variedades locales autóctonas muy antiguas, cuyo cultivo se centraba en comarcas muy definidas. Se caracterizaban por su buena adaptación a sus ecosistemas y podrían tener interés genético en virtud de su adaptación. Se encontraban diseminadas por todas las regiones fruteras españolas, aunque eran especialmente frecuentes en la España húmeda. Estas se podían clasificar en dos subgrupos: de mesa y de cocina (aunque algunas tenían aptitud mixta).
'Epine du Mas' es una variedad clasificada como de mesa, difundido su cultivo en el pasado por los viveros comerciales y cuyo cultivo en la actualidad se ha reducido a huertos familiares y jardines privados.
La pera 'Epine du Mas' está cultivada en diversos bancos de germoplasma de cultivos vivos tales como en National Fruit Collection con el número de accesión: 1966-123 y nombre de accesión: Epine du Mas. También está cultivada en la Estación Experimental Aula Dei (Zaragoza), con el nombre de accesión: Epine du Mas. 

## Características
El peral de la variedad 'Epine du Mas' tiene un vigor muy alto y productivo todos los años; florece a finales de abril; tubo del cáliz pequeño, en forma de embudo con conducto corto y estrecho.
La variedad de pera 'Epine du Mas' tiene un fruto de tamaño de pequeño a medio; forma muy variable, ovoide, turbinada, turbinada truncada o piriforme, con cuello o sin cuello, simétrica o asimétrica, contorno irregular u ondulado, con frecuencia con un surco ligero desde el pedúnculo al ojo; piel lisa, suave y brillante; con color de fondo amarillo dorado con estrías y manchas poco perceptibles más verdosas, chapa poco extensa, bronceada o rojiza, presenta un punteado muy abundante y visible, ruginoso-"russeting", a veces aureolado de verde. Pequeñas manchas ruginosas espaciadas por todo el fruto, "russeting" (pardeamiento áspero superficial que presentan algunas variedades) medio; pedúnculo de longitud medio o largo, fino, leñoso, engrosado en su extremo superior y a veces ligeramente carnoso en la base, frecuentemente curvo, implantado derecho, generalmente como incrustado en el fruto, cavidad del pedúnculo estrecha, poco profunda, con el borde mamelonado; anchura de la cavidad calicina estrecha, poco profunda, a veces casi superficial, con el borde ondulado o liso; ojo variable, tamaño medio, forma regular o irregular, abierto, semicerrado o cerrado; sépalos con las puntas hacia fuera, formando estrella, o con uno o más sépalos convergentes cerrando el ojo total o parcialmente.
Carne de color blanco; textura blanda, fundente, semi-granulosa, jugosa; sabor muy aromático, muy bueno; corazón de tamaño medio, ancho. Eje muy largo y estrecho, relleno o abierto sólo en la parte superior. Celdillas alargadas, muy separadas del eje. Semillas de tamaño grandes o medias, alargadas, con cuello muy acentuado, espolonadas, de color castaño claro con zonas más oscuras, gelatinosas.
La pera 'Epine du Mas' madura de octubre a noviembre (en E. E. Aula Dei de Zaragoza). A partir de noviembre en el árbol frutal ordinario; hasta finales de diciembre en cámara frigorífica a + 4 °C. Se usa como pera de mesa fresca.

## Susceptibilidades
Esta pera es muy sensible a las costras en frutos y hoja, y levemente a pseudomonas, en hojas y botones florales.
El follaje padece con la sequía (ennegrecimiento).
Se adapta bien al transporte y al manejo.
Esta fruta es apta exclusivamente como pera de postre en mesa.

## Polinización
La variedad de 'Belle Épine du Mas' puede ser polinizada óptimamente por las variedades 'Beurré Clairgeau', 'Beurré Hardy', '[Passe-Crassane', y Williams' Bon Chretien'